# Ла-Реаль-Фуэрса

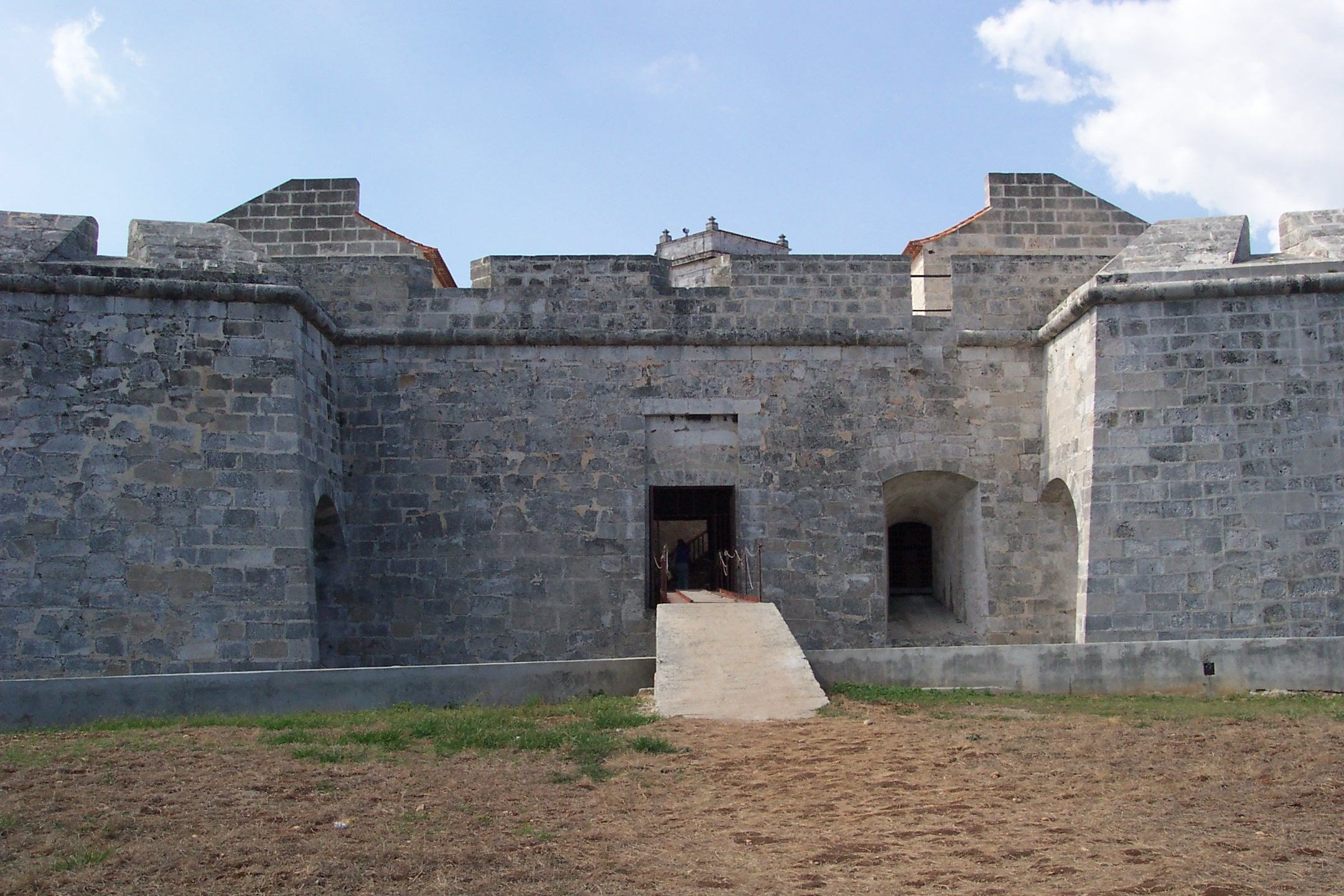
На входе в крепость

Ла-Реаль-Фуэрса (исп. Castillo de la Real Fuerza, «замок королевской мощи») — крепость в восточной гавани Гаваны (Куба), заложенная в 1577 году. Первоначально предназначалась для защиты от нападения пиратов. Ла-Реаль-Фуэрса является старейшей каменной крепостью в Америке и входит в число памятников Всемирного наследия как часть Старой Гаваны. Высота стен 10 метров, ширина — 6 метров. В крепости расположен Музей керамики.